# Next Generation ATP Finals 2021
Le Next Generation ATP Finals 2021 sono state un torneo di tennis giocato sul cemento indoor, 4ª edizione delle Next Generation ATP Finals. Questo torneo di fine anno, dedicato ai migliori giocatori Under-21 dell'ATP Tour 2021, si è giocato all'Allianz Cloud di Milano, in Italia, dal 9 al 13 novembre 2021.
Jannik Sinner era il detentore del titolo, ma ha deciso di non partecipare in quanto in corsa per le ATP Finals 2021.

## Regolamento
Il torneo prevede lo stesso format della precedente edizione ma con alcune novità che, però, non sorprendono. Sin dalla loro nascita le Next Generation ATP Finals si sono sempre dimostrate all'avanguardia nel tema "modifiche" rispetto al regolamento classico del tennis. Sono quattro le nuove regole introdotte a partire da quest’edizione:
- Riscaldamento più corto: da 4 minuti a 1.
- Coaching a bordocampo: i giocatori non indosseranno più le cuffie, ma potranno parlare direttamente a voce con il proprio team.

- Ogni giocatore avrà a disposizione un medical timeout per match.
- Toilet break cronometrati: massimo 3 minuti (+ eventuali altri 2 per cambiarsi l’abbigliamento).

## Partecipanti
Hanno partecipato i migliori classificati della ATP Race to Milan. I giocatori devono avere 21 anni o meno.
- I giocatori in "oro" si sono qualificati.
- I giocatori in "oro scuro" si sono qualificati ma hanno rinunciato al torneo.

| Classifica finale della Race to Milan (8 novembre 2021) | Classifica finale della Race to Milan (8 novembre 2021) | Classifica finale della Race to Milan (8 novembre 2021) | Classifica finale della Race to Milan (8 novembre 2021) | Classifica finale della Race to Milan (8 novembre 2021) | Classifica finale della Race to Milan (8 novembre 2021) |
| #                                                       | ATP Rank                                                | Giocatore                                               | Punti                                                   | Tornei                                                  | Anno di nascita                                         |
| ------------------------------------------------------- | ------------------------------------------------------- | ------------------------------------------------------- | ------------------------------------------------------- | ------------------------------------------------------- | ------------------------------------------------------- |
| 1                                                       | 10                                                      | Jannik Sinner                                           | 3.015                                                   | 23                                                      | 2001                                                    |
| 2                                                       | 11                                                      | Félix Auger-Aliassime                                   | 2.420                                                   | 20                                                      | 2000                                                    |
| 3                                                       | 32                                                      | Carlos Alcaraz                                          | 1.454                                                   | 19                                                      | 2003                                                    |
| 4                                                       | 39                                                      | Sebastian Korda                                         | 1.195                                                   | 19                                                      | 2000                                                    |
| 5                                                       | 56                                                      | Jenson Brooksby                                         | 1.004                                                   | 16                                                      | 2000                                                    |
| 6                                                       | 58                                                      | Lorenzo Musetti                                         | 906                                                     | 24                                                      | 2002                                                    |
| 7                                                       | 63                                                      | Brandon Nakashima                                       | 833                                                     | 20                                                      | 2001                                                    |
| 8                                                       | 91                                                      | Juan Manuel Cerúndolo                                   | 765                                                     | 25                                                      | 2001                                                    |
| 9                                                       | 111                                                     | Sebastián Báez                                          | 656                                                     | 15                                                      | 2000                                                    |
| 10                                                      | 109                                                     | Holger Rune                                             | 639                                                     | 28                                                      | 2003                                                    |
| 11                                                      | 67                                                      | Hugo Gaston                                             | 592                                                     | 24                                                      | 2000                                                    |
| Riserve                                                 |                                                         |                                                         |                                                         |                                                         |                                                         |
| 14                                                      | 221                                                     | Flavio Cobolli                                          | 295                                                     | 21                                                      | 2002                                                    |

Nella Race to Milan davanti a Flavio Cobolli c'erano i due cechi Jiří Lehečka e Tomáš Macháč, che però hanno rinunciato al torneo perché impegnati nel secondo challenger di Bratislava.

### Gruppi
| Gruppo A              | Gruppo B        |
| Carlos Alcaraz        | Sebastian Korda |
| Brandon Nakashima     | Lorenzo Musetti |
| Juan Manuel Cerúndolo | Sebastián Báez  |
| Holger Rune           | Hugo Gaston     |

## Campioni

### Singolare
Carlos Alcaraz ha sconfitto in finale  Sebastian Korda con il punteggio di 4-3(5), 4-2, 4-2.